# Ismail El Gizouli
Ismail Abdel Rahim El Gizouli est une personnalité soudanaise, spécialiste dans les domaines de l’environnement et de l'énergie, assurant depuis le 24 février 2015, et jusqu'à l'élection du prochain président lors de la 42e session en octobre 2015, l'intérim de la présidence du GIEC, à la suite de la démission de Rajendra Kumar Pachauri.

## Biographie
Ismail El Gizouli est titulaire d'un Bachelor of Science (équivalent à une licence) en mathématiques et physique obtenu a l'université de Khartoum, ainsi que d'une maîtrise en statistiques et recherche opérationnelle à l’université Aston, au Royaume-Uni.
Il entre au ministère de l'industrie soudanais en 1971. En 1980, il devient chef de la direction des systèmes d'information du ministère de l'énergie, puis directeur général de l'administration nationale de l'énergie, fonction qu'il occupera de 1988 jusqu'en 1992. Il travaille alors en tant que consultant pour diverses organisations majeures, telle que le PNUE et la banque africaine de développement. En 1998, il rejoint le conseil supérieur des ressources naturelles et de l'environnement du Soudan,  où il assure la liaison entre les Nations unies (PNUD) et le gouvernement soudanais au sein des projets communs concernant le changement climatique.
Depuis 2002, il est membre du bureau du GIEC en tant que vice-président du groupe de travail III (atténuation des effets du changement climatique) puis en tant que vice-président du GIEC à partir d'octobre 2010. Il participe au quatrième rapport d'évaluation et le rapport de synthèse associé. En parallèle à ses fonctions au GIEC, il est vice-président de la chambre de la facilitation du comité de contrôle du respect des dispositions de la CCNUCC entre 2005 et 2007, puis devient co-président de ce comité jusqu'en 2009. À la suite de la plainte d'une ancienne employée pour harcèlement sexuel, Rajendra Kumar Pachauri, alors président du GIEC, démissionne le 24 février 2015. Ismail El Gizouli est alors nommé président par intérim du groupe d'experts.

## Principales publications
- Merits of Industrial Investment Act, Industrial Research Institute, Khartoum, 1975[5]
- Energy Supply Management in Sudan, UN, 1983
- Rural, Urban Household Energy Interrelation (Case of Sudan), Zed Books England, AFREPREN Series, 1988
- Towards an Energy Conservation Policy in Sudan, Khartoum, 1992
- Future Energy Requirements in Industry, Transport & Tertiary Sectors in Southern & Eastern African Subregion, African Energy Project, African Development Bank, 1994
- Energy Utilities and Institution in Africa, Zed Books England, AFREPREN Series, 1996
- Pricing, Taxation and Financing of Energy Sector Institutions in Sudan, African Energy Project, African Development Bank, 1994
- Climate Change, Facts & Figures, Khartoum, 1998